# Naime Sultan
Naime Sultan (3. září 1876 – 1945) byla osmanská princezna. Byla dcerou osmanského sultána Abdulhamida II. a jeho manželky Bidar Kadınefendi.

## Mládí

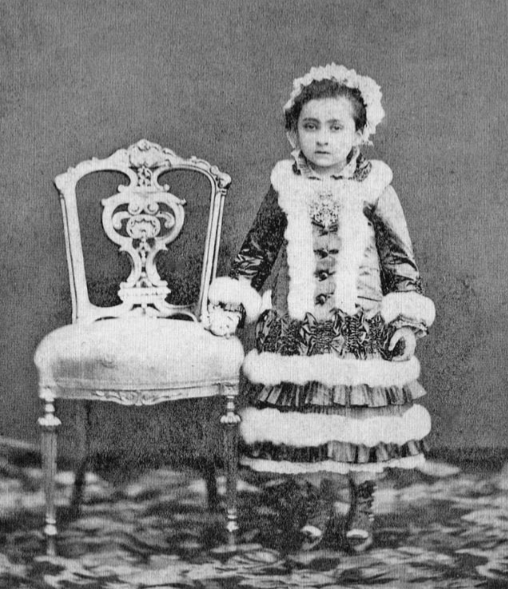
Naime Sultan v roce 1882 ve věku sedmi let

Naime Sultan se narodila 3. září 1876 v paláci Dolmabahçe v Istanbulu, čtyři dny poté, co její otec nastoupil na trůn. Jejím otcem byl sultán Abdulhamid II. a její matkou Bidar Kadınefendi, konkubína čerkeského původu.
Její otec jí často přezdíval "moje nástupní dcera", jelikož se narodila čtyři dny po jeho nástupu na trůn. Byla pojmenována po své tetě, první a jediné dceři jeho matky Tirimüjgan Kadınefendi. V roce 1877 se ona a zbytek její rodiny usadili v paláci Yıldız, jelikož byl její otec 7. dubna téhož roku sesazen z trůnu.
Naime ráda hrála na piano, na které se učila hrát spolu se svou nevlastní sestrou Ayşe Sultan. Když německá císařovna Augusta Viktorie Šlesvicko-Holštýnská navštívila Istanbul, Naime ji přivítala hrou na německé hudby na piano.
O její ruku požádal egyptský chedíva Abbas Hilmí Paša, nicméně Abdulhamid tento sňatek zakázal z politických důvodů.

## První manželství
V roce 1898 ji její otec provdal za Mehmeda Kemaleddina Beye, syna Gazi Osmana Paši, jehož nejstarší syn byl manželem Abdulhamidovy sestry, Zekiye Sultan. Pro Naime byla vystavěna usedlost v Ortaköy, hned naproti domu Zekiye, budovy jsou tak přezdívány "dvojčata".
Svatba se konala 17. března 1898 v paláci Yıldız. Svatební šaty Naime Sultan byly bílé, přála si mít svatbu podobnou těm evropským. Spousta starších členů dynastie tuto volbu kritizovala, podle tradic se totiž osmanské princezny vdávaly v červených šatech. Přání Naime však bylo splněno a vdávala se v bílých.
Společně měla Naime a Mehmed syna, Sultanzade Mehmeda Cahida Beye, který se narodil v lednu roku 1899. V listopadu roku 1900 se jim narodila dcera Adile Hanımsultan. Jejich syn Mehmed se později oženil s Dürriye Sultan, dcerou Şehzade Mehmed Ziyaeddin a vnučkou sultána Mehmeda V. Jejich dcera Adile se provdala za Şehzade Mehmed Seyfeddina, vnuka sultána Abdulazize.

## Kemaleddinova aféra a rozvod
Hatice Sultan, dcera sultána Murada V., která žila v nedaleké usedlosti, měla tříměsíční poměr s manželem Naime. Podle Filizten Kalfy se Hatice a Kemaleddin dohodli, že Naime zavraždí a budou se poté moct vzít.
Mnoho zdrojů se shoduje na tom, jak tento poměr mezi Hatice a Kemaleddinem vznikl. Pravděpodobně vše bylo dílem Hatice, která se chtěla sultánovi Abdulhamidovi pomstít za to, že mnoho let věznil jejího otce v paláci Çırağan, dále ji až do čtyřiceti let nechal neprovdanou a nakonec si musela vzít někoho, koho nikdy nemilovala. Jako skvělá pomsta se poté nabízelo rozbití manželství jeho nejoblíbenější dcery Naime.
Semih Mümtaz, jehož otec byl guvernérem Bursy, byl pověřen sledováním osobního života Kemaleddina. Podle něj se jednalo o čistě milenecký vztah, kde nikdy nebylo úmyslem Naime zabít. Jejich vztah dokládaly milostné dopisy, které si předávali přehazováním přes zeď a více než od Hatice tyto dopisy byly psány převážně Kemaleddinem. Několik dopisů jim bylo ukradeno a byly předány sultánovi Abdulhamidovi, aby viděl, jak špatného manžela pro svou dceru vybral.
Tento skandál Abdulhamida velmi rozzlobil. Nejdříve Naime s Kemaleddinem rozvedl. Poté zbavil Kemaleddina všech vojenských vyznamenání a titulů, nakonec jej vyhostil do exilu do Bursy. Haticin otec Murad byl diabetik a když se o celé záležitosti dozvěděl, prodělal šok a krátce na to zemřel.

## Druhé manželství

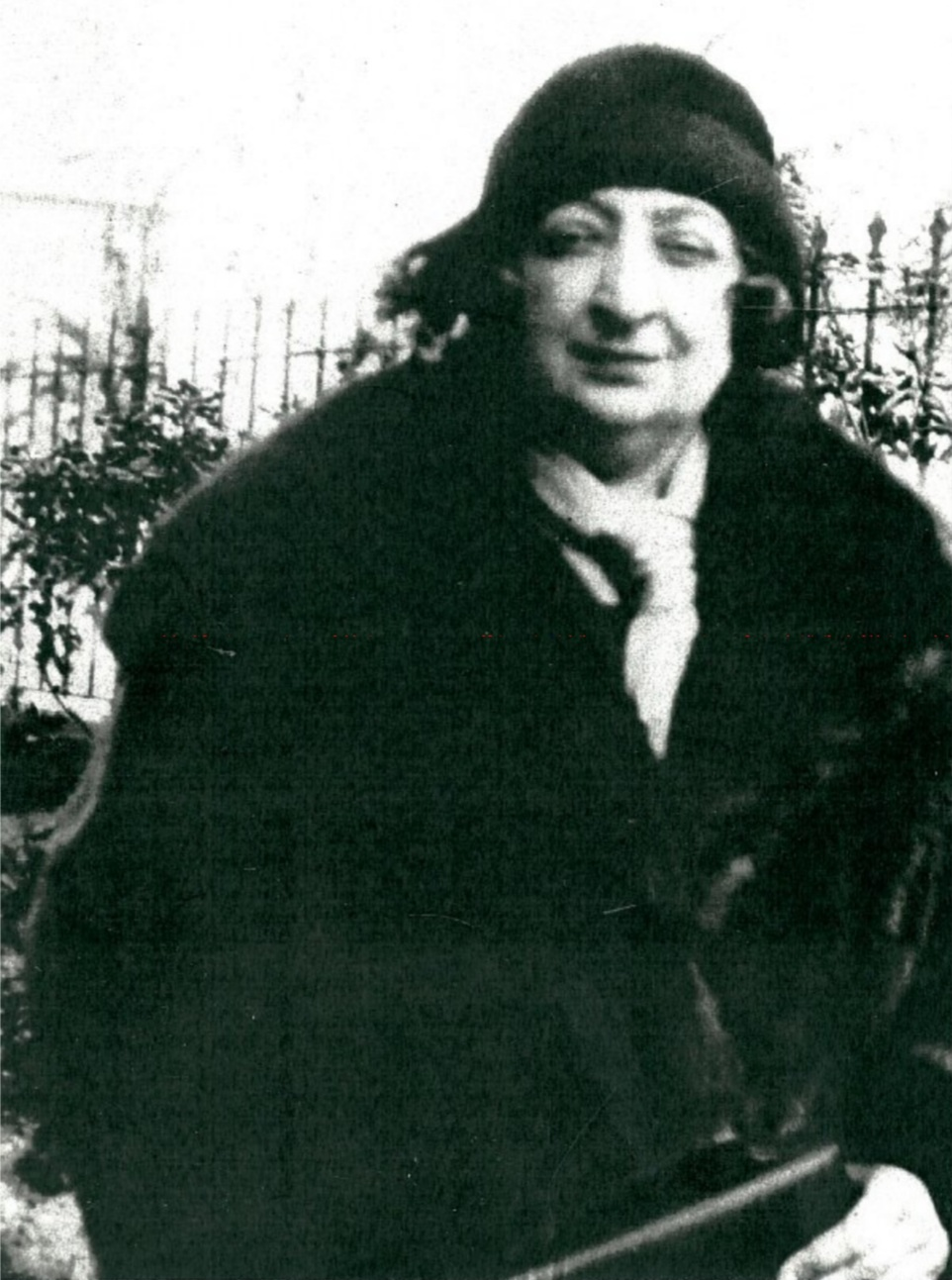
Naime v exilu v roce 1931

Po rozvodu s Kemaleddinem v roce 1904 se Naime provdala dne 11. července 1907 za Celaleddina Pašu.
Poté, co byli všichni členové dynastie v roce 1924 vyhoštěni z nově vzniklého Turecka se pár usadil ve Francii a poté žili krátce v Itálii. Nakonec se definitivně usadili v Tiraně v Albánii, kde Cemaleddin v roce 1944 zemřel. O rok později zemřela i Naime během bombardování Albánie. Pár spolu neměl žádné děti.